# شهرک نور (بانه)
شهرک نور یکی از محله‌های شهر بانه در شمال استان کردستان می‌باشد. این محله در قسمت شرقی شهر واقع شده‌است و در سال ۱۳۸۰ خورشیدی احداث شده‌است؛ خیابان‌ها و کوچه‌های این شهرک هنوز خاکی هستند. ورودی شهرک از کمربندی ۳۶ متری است و همچنین از بلوار عثمان آباد نیز می‌توان به آن وارد شد. شهرک نور دارای یک نانوایی و یک مدرسه ابتدایی می‌باشد ولی مسجدی در آن وجود ندارد و ساکنان شهرک به مسجد محلات دیگر همچون عثمان آباد می‌روند.